# Lista de presidentes dos Estados Unidos por falecimento
A seguir está uma lista dos presidentes dos Estados Unidos por falecimento, além de listas adicionais de estatísticas relacionadas à morte presidencial. Das 45 pessoas que serviram como presidente dos Estados Unidos desde que o cargo surgiu em 1789, 40 faleceram – oito delas enquanto estavam no cargo.
O presidente mais longevo na época da morte foi Jimmy Carter, que faleceu aos 100 anos e 89 dias. John F. Kennedy, assassinado aos 46 anos e 177 dias, foi o mais jovem a falecer no cargo; o mais jovem a falecer por causas naturais foi James K. Polk, que faleceu de cólera aos 53 anos e 225 dias.

## Presidentes em ordem de falecimento
| Ordem de falecimento | Presidente             | Data                    | Idade | Causa | Local                       | Datas da presidência (ordem)                                                                |
| -------------------- | ---------------------- | ----------------------- | ----- | --- | --------------------------- | ------------------------------------------------------------------------------------------- |
| 1                    | George Washington      | 14 de dezembro de 1799  | 67    | Epiglotite aguda, sangria                                                                                      | Mount Vernon, Virgínia      | (1º) 30 de abril de 1789 – 4 de março de 1797                                               |
| 2                    | Thomas Jefferson       | 4 de julho de 1826      | 83    | Toxemia por infecção renal, uremia por lesão renal e pneumonia                                                 | Charlottesville, Virgínia   | (3º) 4 de março de 1801 – 4 de março de 1809                                                |
| 3                    | John Adams             | 4 de julho de 1826      | 90    | Insuficiência cardíaca                                                                                         | Quincy, Massachusetts       | (2º) 4 de março de 1797 – 4 de março de 1801                                                |
| 4                    | James Monroe           | 4 de julho de 1831      | 73    | Tuberculose e insuficiência cardíaca                                                                           | Nova Iorque, Nova Iorque    | (5º) 4 de março de 1817 – 4 de março de 1825                                                |
| 5                    | James Madison          | 28 de junho de 1836     | 85    | Insuficiência cardíaca                                                                                         | Orange, Virgínia            | (4º) 4 de março de 1809 – 4 de março de 1817                                                |
| 6                    | William Henry Harrison | 4 de abril de 1841      | 68    | Pneumonia e febre entérica                                                                                     | Washington, D.C.            | (9º) 4 de março de 1841 – 4 de abril de 1841                                                |
| 7                    | Andrew Jackson         | 8 de junho de 1845      | 78    | Hidropisia crônica e insuficiência cardíaca                                                                    | Nashville, Tennessee        | (7º) 4 de março de 1829 – 4 de março de 1837                                                |
| 8                    | John Quincy Adams      | 23 de fevereiro de 1848 | 80    | Acidente vascular cerebral                                                                                     | Washington, D.C.            | (6º) 4 de março de 1825 – 4 de março de 1829                                                |
| 9                    | James K. Polk          | 15 de junho de 1849     | 53    | Cólera | Nashville, Tennessee        | (11º) 4 de março de 1845 – 4 de março de 1849                                               |
| 10                   | Zachary Taylor         | 9 de julho de 1850      | 65    | Gastroenterite                                                                                                 | Washington, D.C.            | (12º) 4 de março de 1849 – 9 de julho de 1850                                               |
| 11                   | John Tyler             | 18 de janeiro de 1862   | 71    | Acidente vascular cerebral                                                                                     | Richmond, Virgínia          | (10º) 4 de abril de 1841 – 4 de março de 1845                                               |
| 12                   | Martin Van Buren       | 24 de julho de 1862     | 79    | Asma e insuficiência cardíaca                                                                                  | Kinderhook, Nova Iorque     | (8º) 4 de março de 1837 – 4 de março de 1841                                                |
| 13                   | Abraham Lincoln        | 15 de abril de 1865     | 56    | Ferimento de bala                                                                                              | Washington, D.C.            | (16º) 4 de março de 1861 – 15 de abril de 1865                                              |
| 14                   | James Buchanan         | 1º de junho de 1868     | 77    | Insuficiência respiratória, gota reumática                                                                     | Lancaster, Pensilvânia      | (15º) 4 de março de 1857 – 4 de março de 1861                                               |
| 15                   | Franklin Pierce        | 8 de outubro de 1869    | 64    | Inflamação do estômago, cirrose do fígado                                                                      | Concord, Nova Hampshire     | (14º) 4 de março de 1853 – 4 de março de 1857                                               |
| 16                   | Millard Fillmore       | 8 de março de 1874      | 74    | Acidente vascular cerebral                                                                                     | Buffalo, Nova Iorque        | (13º) 9 de julho de 1850 – 4 de março de 1853                                               |
| 17                   | Andrew Johnson         | 31 de julho de 1875     | 66    | Acidente vascular cerebral                                                                                     | Carter's Station, Tennessee | (17º) 15 de abril de 1865 – 4 de março de 1869                                              |
| 18                   | James A. Garfield      | 19 de setembro de 1881  | 49    | Choque séptico resultante de tratamento médico de ferimento por arma de fogo                                   | Elberon, Nova Jérsei        | (20º) 4 de março de 1881 – 19 de setembro de 1881                                           |
| 19                   | Ulysses S. Grant       | 23 de julho de 1885     | 63    | Câncer de garganta                                                                                             | Moreau, Nova Iorque         | (18º) 4 de março de 1869 – 4 de março de 1877                                               |
| 20                   | Chester A. Arthur      | 18 de novembro de 1886  | 57    | Acidente vascular cerebral                                                                                     | Nova Iorque, Nova Iorque    | (21º) 19 de setembro de 1881 – 4 de março de 1885                                           |
| 21                   | Rutherford B. Hayes    | 17 de janeiro de 1893   | 70    | Ataque cardíaco                                                                                                | Fremont, Ohio               | (19º) 4 de março de 1877 – 4 de março de 1881                                               |
| 22                   | Benjamin Harrison      | 13 de março de 1901     | 67    | Pneumonia | Indianápolis, Indiana       | (23º) 4 de março de 1889 – 4 de março de 1893                                               |
| 23                   | William McKinley       | 14 de setembro de 1901  | 58    | Gangrena em ferimento de bala                                                                                  | Buffalo, Nova Iorque        | (25º) 4 de março de 1897 – 14 de setembro de 1901                                           |
| 24                   | Grover Cleveland       | 24 de junho de 1908     | 71    | [[Esclerose (medicina)\|Esclerose] coronária, paralisia ou obstrução intestinal                                | Princeton, Nova Jérsei      | (22º) 4 de março de 1885 – 4 de março de 1889 (24º) 4 de março de 1893 – 4 de março de 1897 |
| 25                   | Theodore Roosevelt     | 6 de janeiro de 1919    | 60    | Oclusão coronária por coágulo sanguíneo (assumida)                                                             | Oyster Bay, Nova Iorque     | (26º) 14 de setembro de 1901 – 4 de março de 1909                                           |
| 26                   | Warren G. Harding      | 2 de agosto de 1923     | 57    | Ataque cardíaco                                                                                                | São Francisco, Califórnia   | (29º) 4 de março de 1921 – 2 de agosto de 1923                                              |
| 27                   | Woodrow Wilson         | 3 de fevereiro de 1924  | 67    | Acidente vascular cerebral                                                                                     | Washington, D.C.            | (28º) 4 de março de 1913 – 4 de março de 1921                                               |
| 28                   | William Howard Taft    | 8 de março de 1930      | 72    | Doença cardiovascular                                                                                          | Washington, D.C.            | (27º) 4 de março de 1909 – 4 de março de 1913                                               |
| 29                   | Calvin Coolidge        | 5 de janeiro de 1933    | 60    | Ataque cardíaco                                                                                                | Northampton, Massachusetts  | (30º) 2 de agosto de 1923 – 4 de março de 1929                                              |
| 30                   | Franklin D. Roosevelt  | 12 de abril de 1945     | 63    | Hemorragia cerebral                                                                                            | Warm Springs, Geórgia       | (32º) 4 de março de 1933 – 12 de abril de 1945                                              |
| 31                   | John F. Kennedy        | 22 de novembro de 1963  | 46    | Ferimento de bala                                                                                              | Dallas, Texas               | (35º) 20 de janeiro de 1961 – 22 de novembro de 1963                                        |
| 32                   | Herbert Hoover         | 20 de outubro de 1964   | 90    | Hemorragia interna, hemorragia digestiva alta, sistemas vasculares tensos                                      | Nova Iorque, NY             | (31º) 4 de março de 1929 – 4 de março de 1933                                               |
| 33                   | Dwight D. Eisenhower   | 28 de março de 1969     | 78    | Insuficiência cardíaca                                                                                         | Washington, D.C.            | (34º) 20 de janeiro de 1953 – 20 de janeiro de 1961                                         |
| 34                   | Harry S. Truman        | 26 de dezembro de 1972  | 88    | Congestão pulmonar leve, falência de órgãos, colapso do sistema cardiovascular, hipotensão arterial, pneumonia | Kansas City, Missouri       | (33º) 12 de abril de 1945 – 20 de janeiro de 1953                                           |
| 35                   | Lyndon B. Johnson      | 22 de janeiro de 1973   | 64    | Ataque cardíaco                                                                                                | Johnson City, Texas         | (36º) 22 de novembro de 1963 – 20 de janeiro de 1969                                        |
| 36                   | Richard Nixon          | 22 de abril de 1994     | 81    | Acidente vascular cerebral, paralisia, inchaço do cérebro                                                      | Nova Iorque, NY             | (37º) 20 de janeiro de 1969 – 9 de agosto de 1974                                           |
| 37                   | Ronald Reagan          | 5 de junho de 2004      | 93    | Doença de Alzheimer, pneumonia                                                                                 | Los Angeles, Califórnia     | (40º) 20 de janeiro de 1981 – 20 de janeiro de 1989                                         |
| 38                   | Gerald Ford            | 26 de dezembro de 2006  | 93    | Doença cerebrovascular arteriosclerótica, arteriosclerose difusa                                               | Rancho Mirage, Califórnia   | (38º) 9 de agosto de 1974 – 20 de janeiro de 1977                                           |
| 39                   | George H. W. Bush      | 30 de novembro de 2018  | 94    | Doença de Parkinson                                                                                            | Houston, Texas              | (41º) 20 de janeiro de 1989 – 20 de janeiro de 1993                                         |
| 40                   | Jimmy Carter           | 29 de dezembro de 2024  | 100   | Causas naturais                                                                                                | Plains, Geórgia             | (39º) 20 de janeiro de 1977 – 20 de janeiro de 1981                                         |

## Falecimentos no mesmo dia, data, ano, idade

### Mesmo dia
- 4 de julho de 1826: Thomas Jefferson às 12h50,[13] e John Adams às 18h20.[13]

### Mesma data
- 8 de março: Millard Fillmore em 1874 e William Howard Taft em 1930
- 4 de julho: John Adams e Thomas Jefferson em 1826, e James Monroe em 1831[14]
- 26 de dezembro: Harry S. Truman em 1972 e Gerald Ford em 2006

### Mesmo ano civil
- 1826: Thomas Jefferson e John Adams, ambos em 4 de julho
- 1862: John Tyler e Martin Van Buren, em 18 de janeiro e 24 de julho, respectivamente
- 1901: Benjamin Harrison and William McKinley, em 13 de março e 14 de setembro, respectivamente

### Mesma idade (arredondado para o ano mais próximo)
- 93: Gerald Ford e Ronald Reagan
- 90: John Adams e Herbert Hoover
- 78: Andrew Jackson e Dwight D. Eisenhower
- 71: John Tyler e Grover Cleveland
- 67: George Washington, Benjamin Harrison e Woodrow Wilson
- 64: Franklin Pierce e Lyndon B. Johnson
- 63: Ulysses S. Grant e Franklin D. Roosevelt
- 60: Theodore Roosevelt e Calvin Coolidge
- 57: Chester A. Arthur e Warren G. Harding

## Falecidos antes de vários predecessores
| |  |  |
| William Henry Harrison (esquerda), Abraham Lincoln (centro) e John F. Kennedy (direita) foram superados por três dos seus antecessores, mais do que qualquer outro presidente dos EUA |  |  |

9º presidente William Henry Harrison (falecido em 4 de abril de 1841)
- 4 anos e 65 dias antes do 7º presidente Andrew Jackson (falecido em 8 de junho de 1845)
- 6 anos e 325 dias antes do 6º presidente John Quincy Adams (falecido em 23 de fevereiro de 1848)
- 21 anos e 111 dias antes do 8º presidente Martin Van Buren (falecido em 24 de julho de 1862)

11º presidente James K. Polk (falecido em 15 de junho de 1849)
- 12 anos e 217 dias antes do 10º presidente John Tyler (falecido em 18 de janeiro de 1862)
- 13 anos e 39 dias antes do 8º presidente Martin Van Buren (falecido em 24 de julho de 1862)

12º presidente Zachary Taylor (falecido em 9 de julho de 1850)
- 11 anos e 193 dias antes do 10º presidente John Tyler (falecido em 18 de janeiro de 1862)
- 12 anos e 15 dias antes do 8º presidente Martin Van Buren (falecido em 24 de julho de 1862)

15º presidente James Buchanan (falecido em 1º de junho de 1868)
- 1 ano e 129 dias antes do 14º presidente Franklin Pierce (falecido em 8 de outubro de 1869)
- 5 anos e 280 dias antes do 13º presidente Millard Fillmore (falecido em 8 de março de 1874)

16º presidente Abraham Lincoln (falecido em 15 de abril de 1865)
- 3 anos e 47 dias antes do 15º presidente James Buchanan (falecido em 1º de junho de 1868)
- 4 anos e 176 dias antes do 14º presidente Franklin Pierce (falecido em 8 de outubro de 1869)
- 8 anos e 327 dias antes do 13º presidente Millard Fillmore (falecido em 8 de março de 1874)

20º presidente James A. Garfield (falecido em 19 de setembro de 1881)
- 3 anos e 307 dias antes do 18º presidente Ulysses S. Grant (falecido em 23 de julho de 1885)
- 11 anos e 120 dias antes do 19º presidente Rutherford B. Hayes (falecido em 17 de janeiro de 1893)

29º presidente Warren Harding (falecido em 2 de agosto de 1923)
- 185 dias antes do 28º presidente Woodrow Wilson (falecido em 3 de fevereiro de 1924)
- 6 anos e 218 dias antes do 27º presidente William Howard Taft (falecido em 8 de março de 1930)

35º presidente John F. Kennedy (falecido em 22 de novembro de 1963)
- 333 dias antes do 31º presidente Herbert Hoover (falecido em 20 de outubro de 1964)
- 5 anos e 126 dias antes do 34º presidente Dwight D. Eisenhower (falecido em 28 de março de 1969)
- 9 anos e 34 dias antes do 33º presidente Harry S. Truman (falecido em 26 de dezembro de 1972)

40º presidente Ronald Reagan (falecido em 5 de junho de 2004)
- 2 anos e 204 dias antes do 38º presidente Gerald Ford (falecido em 26 de dezembro de 2006)
- 20 anos e 207 dias antes do 39º presidente Jimmy Carter (falecido em 29 de dezembro de 2024)

## Falecidos após vários sucessores

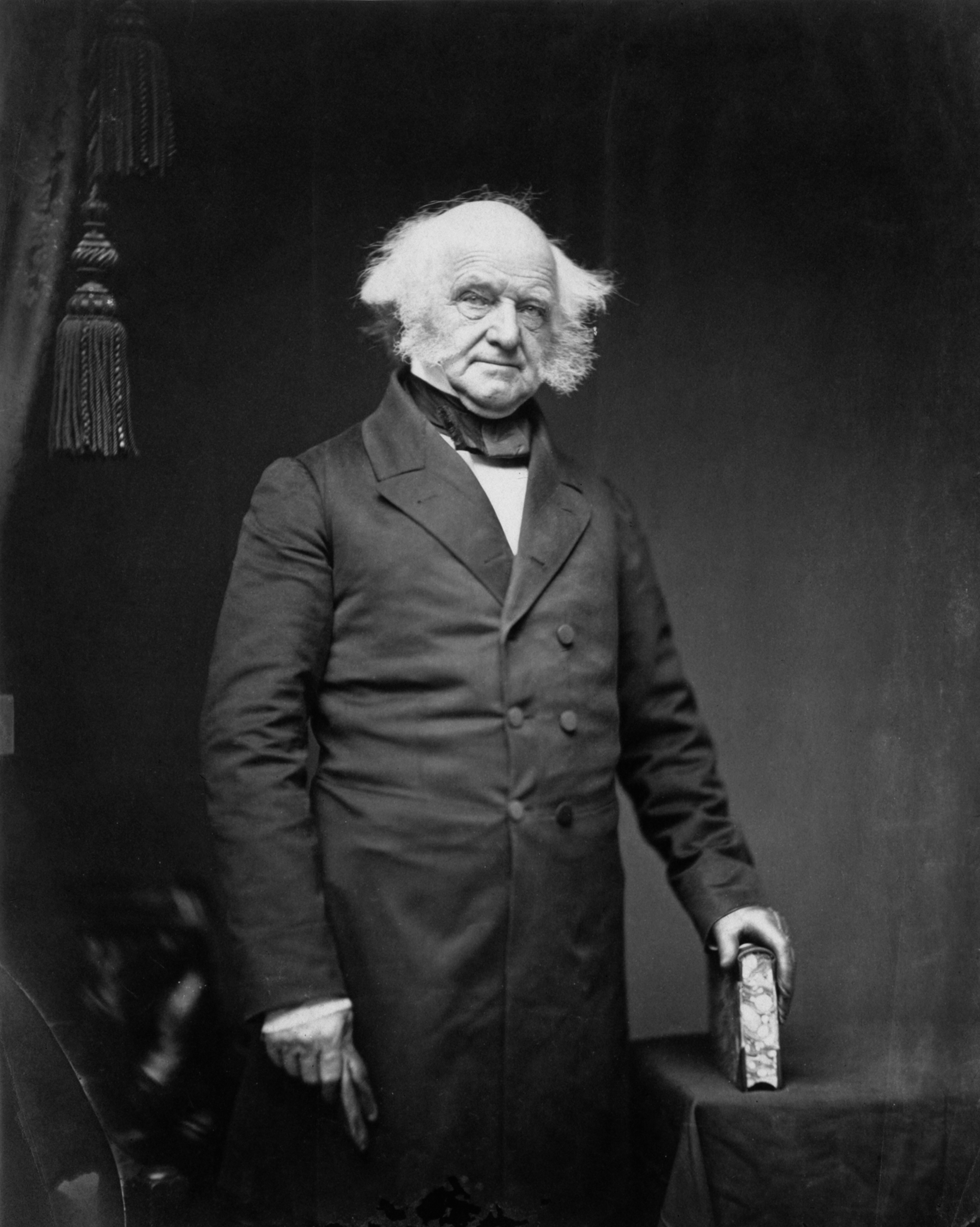
Martin Van Buren sobreviveu a quatro dos seus sucessores, mais do que qualquer outro presidente dos EUA

6º presidente John Quincy Adams (falecido em 23 de fevereiro de 1848)
- 6 anos e 325 dias após o 9º presidente William Henry Harrison (falecido em 4 de abril de 1841)
- 2 anos e 260 dias após o 7º presidente Andrew Jackson (falecido em 8 de junho de 1845)

8º presidente Martin Van Buren (falecido em 24 de julho de 1862)
- 21 anos e 111 dias após o 9º presidente William Henry Harrison (falecido em 4 de abril de 1841)
- 13 anos e 39 dias após o 11º presidente James K. Polk (falecido em 15 de junho de 1849)
- 12 anos e 15 dias após o 12º presidente Zachary Taylor (falecido em 9 de julho de 1850)
- 187 dias após o 10º presidente John Tyler (falecido em 18 de janeiro de 1862)

10º presidente John Tyler (falecido em 18 de janeiro de 1862)
- 12 anos e 217 dias após o 11º presidente James K. Polk (falecido em 15 de junho de 1849)
- 11 anos e 193 dias após o 12º presidente Zachary Taylor (falecido em 9 de julho de 1850)

13º presidente Millard Fillmore (falecido em 8 de março de 1874)
- 8 anos e 327 dias após o 16º presidente Abraham Lincoln (falecido em 15 de abril de 1865)
- 5 anos e 280 dias após o 15º presidente James Buchanan (falecido em 1º de junho de 1868)
- 4 anos e 151 dias após o 14º presidente Franklin Pierce (falecido em 8 de outubro de 1869)

14º presidente Franklin Pierce (falecido em 8 de outubro de 1869)
- 4 anos e 176 dias após o 16º presidente Abraham Lincoln (falecido em 15 de abril de 1865)
- 1 ano e 129 dias após o 15º presidente James Buchanan (falecido em 1º de junho de 1868)

19º presidente Rutherford B. Hayes (falecido em 17 de janeiro de 1893)
- 11 anos e 120 dias após o 20º presidente James A. Garfield (falecido em 19 de setembro de 1881)
- 6 anos e 60 dias após o 21º presidente Chester A. Arthur (falecido em 18 de novembro de 1886)

22º & 24º presidente Grover Cleveland (falecido em 24 de junho de 1908)
- 7 anos e 103 dias após o 23º presidente Benjamin Harrison (falecido em 13 de março de 1901)
- 6 anos e 284 dias após o 25º presidente William McKinley (falecido em 14 de setembro de 1901)

27º presidente William Howard Taft (falecido em 8 de março de 1930)
- 6 anos e 218 dias após o 29º presidente Warren Harding (falecido em 2 de agosto de 1923)
- 6 anos e 33 dias após o 28º presidente Woodrow Wilson (falecido em 3 de fevereiro de 1924)

31º presidente Herbert Hoover (falecido em 20 de outubro de 1964)
- 19 anos e 191 dias após o 32º presidente Franklin D. Roosevelt (falecido em 12 de abril de 1945)
- 333 dias após o 35º presidente John F. Kennedy (falecido em 22 de novembro de 1963)

33º presidente Harry S. Truman (falecido em 26 de dezembro de 1972)
- 9 anos e 34 dias após o 35º presidente John F. Kennedy (falecido em 22 de novembro de 1963)
- 3 anos e 273 dias após o 34º presidente Dwight D. Eisenhower (falecido em 28 de março de 1969)

39º presidente Jimmy Carter (falecido em 29 de dezembro de 2024)
- 20 anos e 207 dias após o 40º presidente Ronald Reagan (falecido em 5 de junho de 2004)
- 6 anos e 29 dias após o 41º presidente George H. W. Bush (falecido em 30 de novembro de 2018)

PRESIDENTES QUANDO FALECIDOS
Dos 40 presidentes já falecidos, 32 morreram depois de cumprirem seus mandatos, durante mandatos de seus sucessores diversos. Martin van Buren foi o que viu o maior número de sucessores após seu mandato (oito, ao todo). 8 morreram durante seus mandatos, sendo que Lincoln, Garfield, McKinley e Kennedy foram assassinados, enquanto os outros quatro morreram por motivos de saúde. Os governos de Ulysses S. Grant (1869-1877) e Richard Nixon (1969-1974) foram onde ocorreram o maior número de mortes de ex-presidentes: três cada. 
Presidente em mandato (tempo do mandato) - ex-presidente falecido
John Adams (1797-1801) - George Washington 
John Quincy Adams (1825-1829) - Thomas Jefferson, John Adams
Andrew Jackson (1829-1837) - James Monroe, James Madison 
James K. Polk (1845-1849) - Andrew Jackson, John Quincy Adams
Zachary Taylor (1849-1850) - James K. Polk
Abraham Lincoln (1861-1865) - John Tyler, Martin van Buren 
Andrew Johnson (1865-1869) - James Buchanan 
Ulysses S. Grant (1869-1877) - Franklin Pierce, Milliard Fillmore, Andrew Johnson 
Grover Cleveland (1885-1889) - Ulysses S. Grant, Chester Arthur 
Benjamim Harrison (1889-1893) - Rutherford B. Heyes 
William McKinley (1897-1901) - Benjamim Harrison 
Theodore Roosevelt (1901-1909) - Grover Cleveland 
Woodrow Wilson (1913-1921) - Theodore Roosevelt 
Calvin Coolidge (1923-1929) - Woodrow Wilson
Herbert Hoover (1929-1933) - William Howard Taft, Calvin Coolidge 
Lyndon  Johnson (1963-1969) - Herbert Hoover 
Richard Nixon (1969-1974) - Dwight Eisenhower, Harry Truman e Lyndon Johnson 
Bill Clinton (1993-2001) - Richard Nixon 
George W. Bush (2001-2009) - Ronald Reagan, Gerald Ford 
Donald Trump (2017-2021) - George H. W. Bush
Joe Biden (2021-2025) - Jimmy Carter 
PRESIDENTES FALECIDOS DURANTE SEUS MANDATOS
William Henry Harrison (1841)
Zachary Taylor (1850)
Abraham Lincoln (1865)
James Garfield (1881)
William McKinley (1901)
Warren Harding (1923)
Franklin Delano Roosevelt (1945)
John Kennedy (1963) 